# Креско (Айова)
Креско (англ. Cresco) — город в США, административный центр округа Хауард штата Айова. Население — 3888 человек (2020).

## География
Креско расположено по координатам 43°22′18″ с. ш. 92°06′59″ з. д. (43.371757, -92.116350). По данным Бюро переписи населения США в 2010 году город имел площадь 8,67 км², вся площадь — суша.

### Климат
| Показатель                    | Янв.  | Фев.  | Март  | Апр.  | Май  | Июнь | Июль | Авг. | Сен. | Окт.  | Нояб. | Дек.  | Год   |
| ----------------------------- | ----- | ----- | ----- | ----- | ---- | ---- | ---- | ---- | ---- | ----- | ----- | ----- | ----- |
| Абсолютный максимум, °C       | 12,2  | 17,2  | 28,3  | 32,8  | 32,8 | 37,8 | 38,9 | 38,3 | 36,7 | 33,3  | 23,9  | 16,7  | 38,9  |
| Средний суточный максимум, °C | −5,8  | −2,4  | 4,4   | 13,1  | 20,4 | 25,7 | 27,7 | 26,5 | 22,0 | 15,1  | 5,2   | −2,9  | 12,5  |
| Средний суточный минимум, °C  | −16,2 | −12,6 | −5,6  | 1,1   | 7,7  | 13,1 | 15,3 | 14,1 | 8,8  | 2,3   | −4,7  | −12,6 | 1,0   |
| Абсолютный минимум, °C        | −37,2 | −37,8 | −33,9 | −18,3 | −5   | 1,1  | 4,4  | 1,1  | −4,4 | −12,2 | −26,7 | −34,4 | −37,8 |
| Норма осадков, мм             | 26    | 22    | 56    | 89    | 100  | 118  | 115  | 131  | 94   | 61    | 60    | 32    | 904   |
| Источник: NOAA                |       |       |       |       |      |      |      |      |      |       |       |       |       |

## Демография
| Год переписи                          | Нас. |  | %±     |
| ------------------------------------- | ---- |  | ------ |
| 1870                                  | 912  |  | —      |
| 1880                                  | 1875 |  | 105,6% |
| 1890                                  | 2018 |  | 7,6%   |
| 1900                                  | 2806 |  | 39%    |
| 1910                                  | 2658 |  | −5,3%  |
| 1920                                  | 3195 |  | 20,2%  |
| 1930                                  | 3069 |  | −3,9%  |
| 1940                                  | 3530 |  | 15%    |
| 1950                                  | 3638 |  | 3,1%   |
| 1960                                  | 3809 |  | 4,7%   |
| 1970                                  | 3927 |  | 3,1%   |
| 1980                                  | 3860 |  | −1,7%  |
| 1990                                  | 3669 |  | −4,9%  |
| 2000                                  | 3905 |  | 6,4%   |
| 2010                                  | 3868 |  | −0,9%  |
| 2020                                  | 3888 |  | 0,5%   |
| 1870–2020 Десятилетняя перепись в США |      |  |        |

Согласно переписи 2010 года, в городе проживало 3868 человек в 1660 домохозяйствах в составе 962 семей. Плотность населения составила 446 человек/км². Было 1821 квартира (210/км²).
Расовый состав населения:
| - 97,3 % — белых - 0,4 % — чёрных или афроамериканцев - 0,4 % — азиатов - 0,1 % — коренных американцев |

К двум или более расам принадлежало 1,1 %. Доля испаноязычных составила 1,6 % всего населения.
По возрастному диапазону население распределялось следующим образом: 25,1 % — лица младше 18 лет, 55,2 % — лица в возрасте 18-64 лет, 19,7 % — лица в возрасте 65 лет и старше. Медиана возраста жителя составила 39,8 лет. На 100 человек женского пола в городе приходилось 92,3 мужчин; на 100 женщин в возрасте от 18 лет и старше — 86,9 мужчин также старше 18 лет.
Средний доход на одно домашнее хозяйство составил 55 322 доллара США (медиана — 47 426), а средний доход на одну семью — 67 745 долларов (медиана — 56 250). Медиана доходов составляла 40 156 долларов для мужчин и 38 603 доллара для женщин. За чертой бедности находилось 14,7 % лиц, в том числе 13,2 % детей в возрасте до 18 лет и 13,6 % лиц в возрасте 65 лет и старше.
Гражданское трудоустроенное население составляло 1767 человек. Основные отрасли занятости: производство — 31,8 %, образование, здравоохранение и социальная помощь — 27,9 %, розничная торговля — 9,8 %, строительство — 7,6 %.